# Johannes Vischer

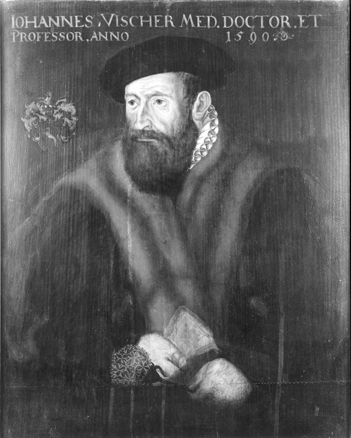
Johannes Vischer porträtiert von Anton Ramsler 1590, Bestand der Tübinger Professorengalerie

Johannes Vischer (* 19. Dezember 1524 in Wemding; † 21. April 1587 in Tübingen) war ein Mediziner und Hochschullehrer an der Eberhard Karls Universität Tübingen.

## Leben
Johannes Vischer, als Sohn von Georg Vischer und dessen Gattin Sybilla geb. Fuchs geboren, wurde nach seiner medizinischen Promotion in Bologna vom 8. Juli 1553 Stadtphysikus in Rothenburg ob der Tauber, später (ab 1568) Professor für Medizin in Tübingen.
1553 heiratete Vischer seine erste Frau Sibille Hentz. Aus dieser Ehe ging eine Tochter Sibille (* 6. März 1555) hervor. In zweiter Ehe war Vischer kurz vor seinem Tod 1587 noch mit Margaretha Königsbach verheiratet.
Johannes Vischer befasste sich wie sein ebenfalls aus Wemding stammender Cousin und Kollege Leonhart Fuchs u. a. mit der Verwendung von Pflanzen und Kräutern in der Medizin und trug mit Bildvorlagen zum Fuchs’schen Kräuterhandbuch („New Kreüterbuch“) bei.
Im Bestand der Stadtbibliothek von Rothenburg ob der Tauber sind 60 Schriften in 20 Bänden katalogisiert, die im Jahr 1537 vom ersten Bibliothekar der wiedererrichteten Rothenburger St. Michaels- oder St. Jakobs-Bibliothek, M. Johannes Hornburg, aus dem Bestand des Stadtphysikus Johannes Vischer erworben wurden.